# Frank Ganzera
Frank Ganzera (* 8. září 1947, Drážďany) je bývalý východoněmecký fotbalista, pravý obránce, reprezentant Východního Německa (NDR).

## Fotbalová kariéra
Začínal v týmu FSV Lokomotive Dresden. Ve východoněmecké oberlize hrál za Dynamo Drážďany. Nastoupil ve 159 ligových utkáních a dal 8 gólů. V letech 1971, 1973 a 1976 získal s Dynamem mistrovský titul a v roce 1971 i Východoněmecký fotbalový pohár. V Poháru mistrů evropských zemí nastoupil v 6 utkáních a v Poháru UEFA nastoupil v 16 utkáních. Za reprezentaci Východního Německa (NDR) nastoupil v letech 1969-1973 v 11 utkáních. V roce 1972 byl členem bronzového týmu na LOH 1972 v Mnichově, nastoupil ve 4 utkáních a dal 1 gól.

## Ligová bilance
| Ročník           | Zápasy | Góly | Klub                   |
| ---------------- | ------ | ---- | ---------------------- |
| II. liga 1965/66 | -      | -    | FSV Lokomotive Dresden |
| I. liga 1966/67  | 1      | 0    | Dynamo Drážďany        |
| I. liga 1967/68  | 7      | 1    | Dynamo Drážďany        |
| II. liga 1968/69 | 26     | 2    | Dynamo Drážďany        |
| I. liga 1969/70  | 26     | 0    | Dynamo Drážďany        |
| I. liga 1970/71  | 26     | 1    | Dynamo Drážďany        |
| I. liga 1971/72  | 18     | 1    | Dynamo Drážďany        |
| I. liga 1972/73  | 24     | 1    | Dynamo Drážďany        |
| I. liga 1973/74  | 19     | 1    | Dynamo Drážďany        |
| I. liga 1974/75  | 11     | 1    | Dynamo Drážďany        |
| I. liga 1975/76  | 1      | 0    | Dynamo Drážďany        |
| II. liga 1975/76 | 17     | 3    | Dynamo Drážďany II     |
| II. liga 1976/77 | 19     | 0    | FSV Lokomotive Dresden |
| II. liga 1977/78 | 18     | 3    | FSV Lokomotive Dresden |
| II. liga 1978/79 | 1      | 0    | FSV Lokomotive Dresden |
| II. liga 1979/80 | 13     | 1    | FSV Lokomotive Dresden |
| CELKEM I. liga   | 159    | 8    |                        |